# Assedio di Mantova (1701)
L'assedio di Mantova del 1701 vide il tentativo di conquista della città di Mantova da parte delle truppe imperiali al comando del principe Eugenio di Savoia che tentarono di strappare la città ai franco-spagnoli per diversi mesi prima di dover abbandonare le proprie posizioni per la più sanguinosa Battaglia di Luzzara.

## Antefatto
I rapporti tra il Ducato di Mantova ed il Sacro Romano Impero si erano già incrinati a partire dal 1699 quando l'imperatore aveva spossessato il Ducato di Guastalla dalle mani del duca Ferdinando Carlo Gonzaga e l'aveva posto nelle mani di suo cognato Vincenzo Gonzaga, ma fu con lo scoppio della Guerra di successione spagnola che l'area del mantovano venne a trovarsi inserita quasi forzosamente nelle strategie militari delle principali potenze in conflitto sul fronte italiano.
Se è pur vero che il duca di Mantova, intuendo le mire degli imperiali da una parte e dei franco-spagnoli dall'altra, cercò nella primavera del 1701 di entrare in contatto con papa Clemente XI da poco eletto perché potesse ottenere da questi un presidio di truppe pontificie per il ducato (che rappresentava in questo frangente uno degli "stati cuscinetto" verso lo Stato Pontificio), quest'ambasceria a Roma giunse ad ogni modo troppo tardi perché potesse essere attuata con successo.
La mattina del 5 aprile 1701 si presentarono davanti alla città di Mantova le truppe franco-spagnole favorevoli alla causa di Filippo V di Spagna che, nelle persone dei comandanti Carlo Enrico di Lorena e René de Froulay de Tessé fecero pervenire al duca stesso in città due lettere con le quali chiedevano (ma di fatto imponevano) l'ingresso dei propri soldati nella piazzaforte di Mantova che sarebbe stata occupata "per la sicurezza" della città contro un possibile arrivo degli imperiali, certamente intenzionati a compiere il medesimo gesto. Se il duca di Mantova fosse stato costretto a favorire l'entrata dei filo-borbonici in Mantova o vi avesse acconsentito di spontanea volontà, questo è ancora oggi oggetto di discussione tra gli storici. Quando la notizia dell'apertura delle porte di Mantova ai franco-spagnoli giunse a Vienna, l'imperatore Leopoldo I citò Ferdinando Carlo Gonzaga per fellonia davanti al Tribunale Supremo dell'Impero per non aver opposto resistenza armata ai nemici dell'Impero ed aver permesso così la conquista di un'importante piazza d'armi. L'imperatore inviò un decreto a Mantova col quale scioglieva i sudditi dal loro giuramento di fedeltà nei confronti del loro duca e richiamò a Vienna l'ambasciatore imperiale a Mantova, conte Scipione Giuseppe Castelbarco, il quale abbandonò quindi la propria posizione dal 21 aprile successivo.

## L'assedio

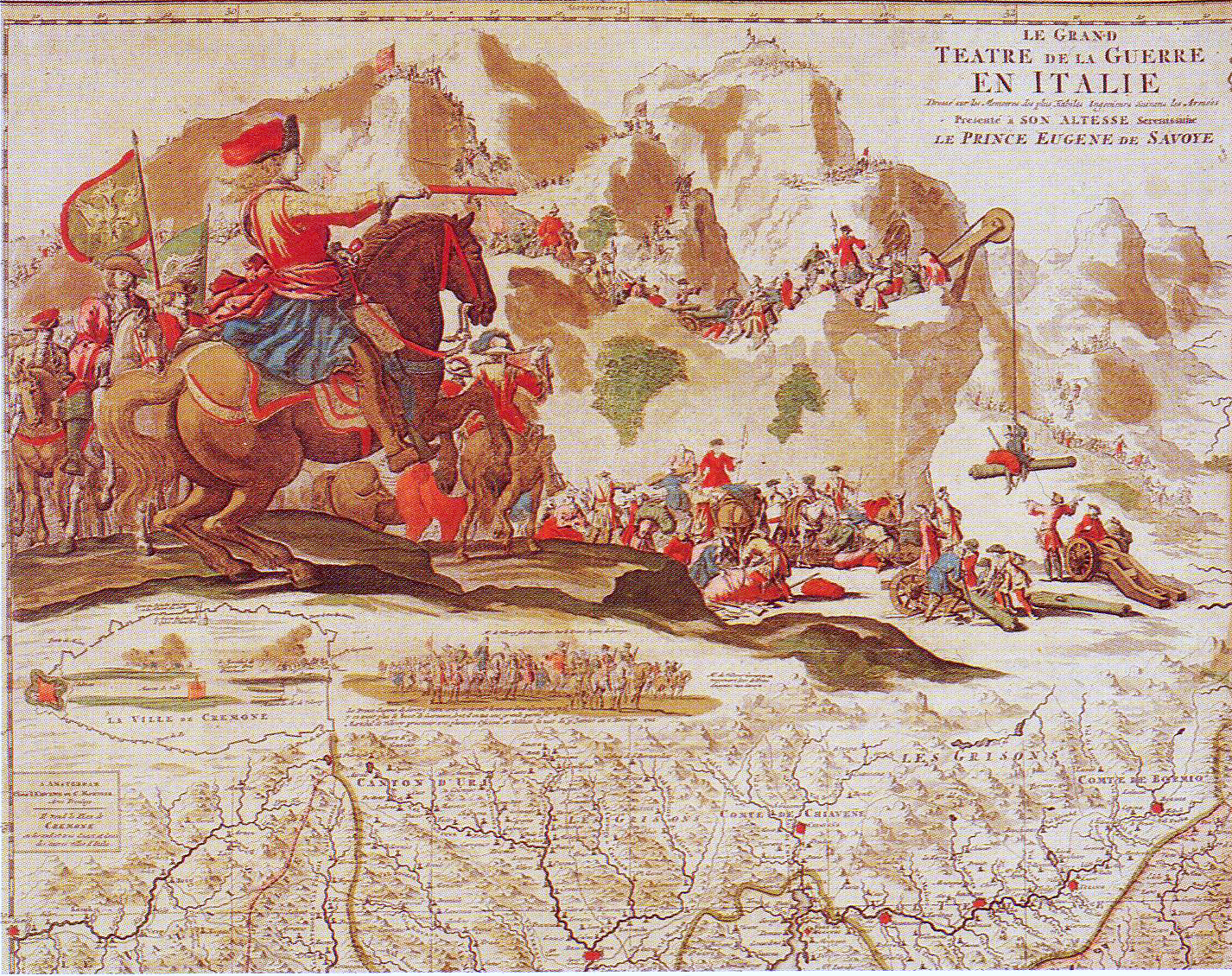
Il principe Eugenio di Savoia guida gli imperiali in una cartina delle guerre d'Italia nella guerra di successione spagnola, incisione del 1702

Leopoldo I inviò per tutta risposta il principe Eugenio di Savoia a cingere d'assedio la città di Mantova, confortato anche dai recenti successi delle truppe imperiali nella penisola italiana. Dopo aver preso la rocca di Gazzuolo ed aver ingaggiato alcuni combattimenti con le truppe borboniche all'esterno di Mantova, il principe Eugenio, venuto a conoscenza dell'elevato numero di soldati stipati all'interno delle mura della città, preferì prendere per fame la roccaforte. Gli imperiali riuscirono ad occupare la città, ma il principe Eugenio preferì sciogliere l'assedio ed il relativo blocco commerciale a Mantova solo nell'agosto del 1702 per destinarle all'uso nella Battaglia di Luzzara, sempre contro i borbonici. Con tale scontro, l'intento del comandante francese nella battaglia, Luigi Giuseppe di Borbone-Vendôme, era probabilmente proprio quello di riuscire a sbloccare l'assedio di Mantova.
Ferdinando Carlo Gonzaga, vista la situazione, era nel frattempo fuggito a Casale Monferrato, affidando la reggenza alla moglie Anna Isabella, che però morirà a soli 48 anni, il 19 novembre 1703. Dopo la fine del blocco alla città di Mantova, nel 1702 il duca venne restaurato sul proprio trono ma preferì non fare ritorno in città se non nel 1705 quando la situazione bellica dell'area sembrava essersi cristallizzata. Pur essendo tornato effettivamente al trono, egli aveva comunque perso la propria legittimità non avendo più ottenuto il riconoscimento richiesto da parte dell'autorità imperiale e pertanto al successore dell'imperatore Leopoldo, il figlio Giuseppe I, chiese invano l'investitura del ducato gonzaghesco. Morì nel 1708.